# Volkswagen California
Pour les articles homonymes, voir California.
Le California est un véhicule de loisirs du constructeur allemand Volkswagen. Il est produit depuis 1988 sur la base du Transporter T3, véhicule utilitaire de la marque.

## Histoire
Produit en Allemagne depuis la fin des années 1980, il succède au célèbre Combi aménagé, cher aux hippies des années 1960 et 1970. Il est distribué pratiquement partout en Europe (en Europe de l’Est seulement après 1989).  Il possède un toit relevable bordé de toile – assisté électriquement dans les modèles plus modernes – et procure deux couchages et un espace de vie suffisant pour quatre personnes.  Ceci est complété par un frigo  et un ensemble bloc cuisine (évier + 2 feux à gaz) associé à de nombreux rangements.

## Galerie

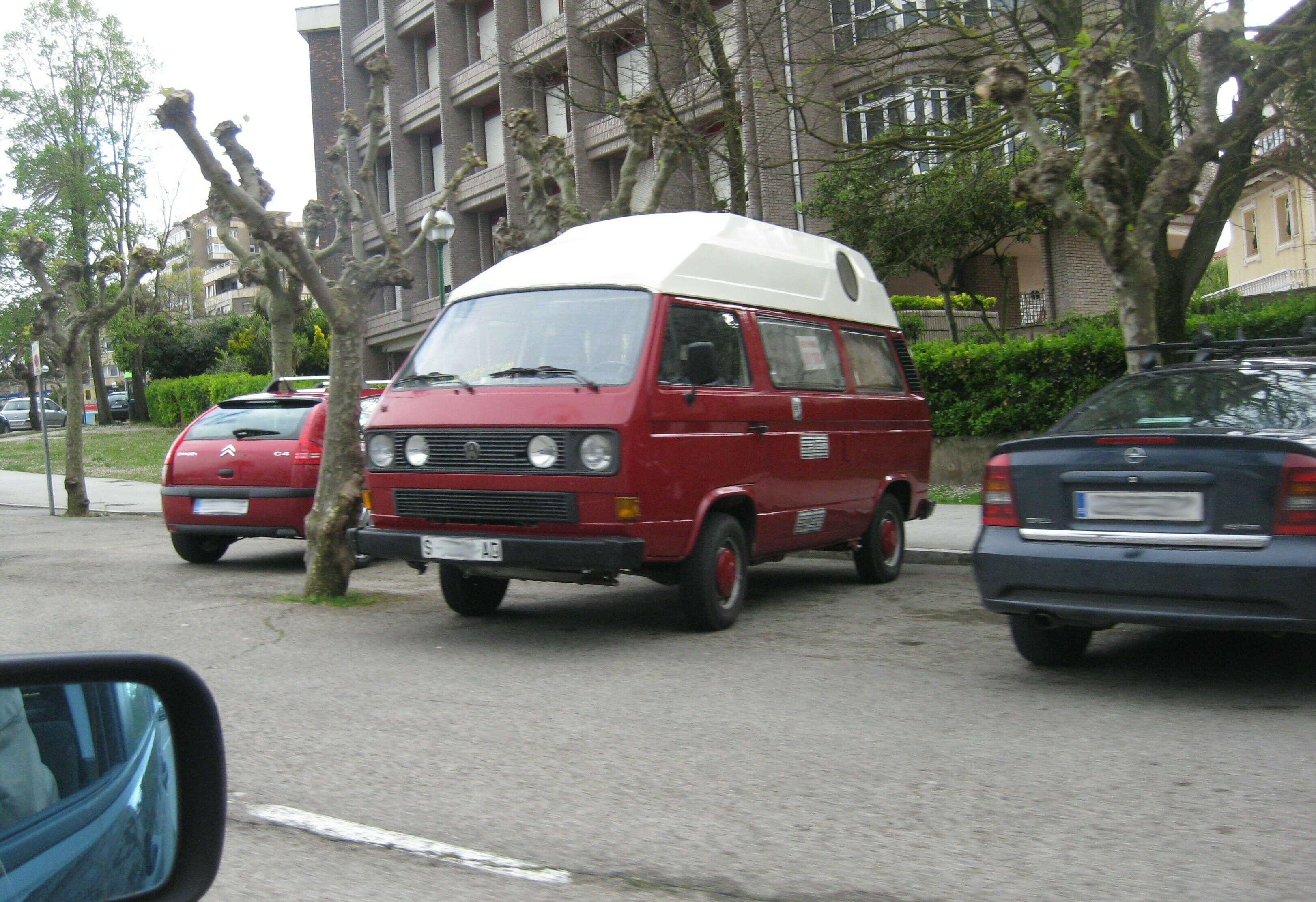
Volkswagen California I
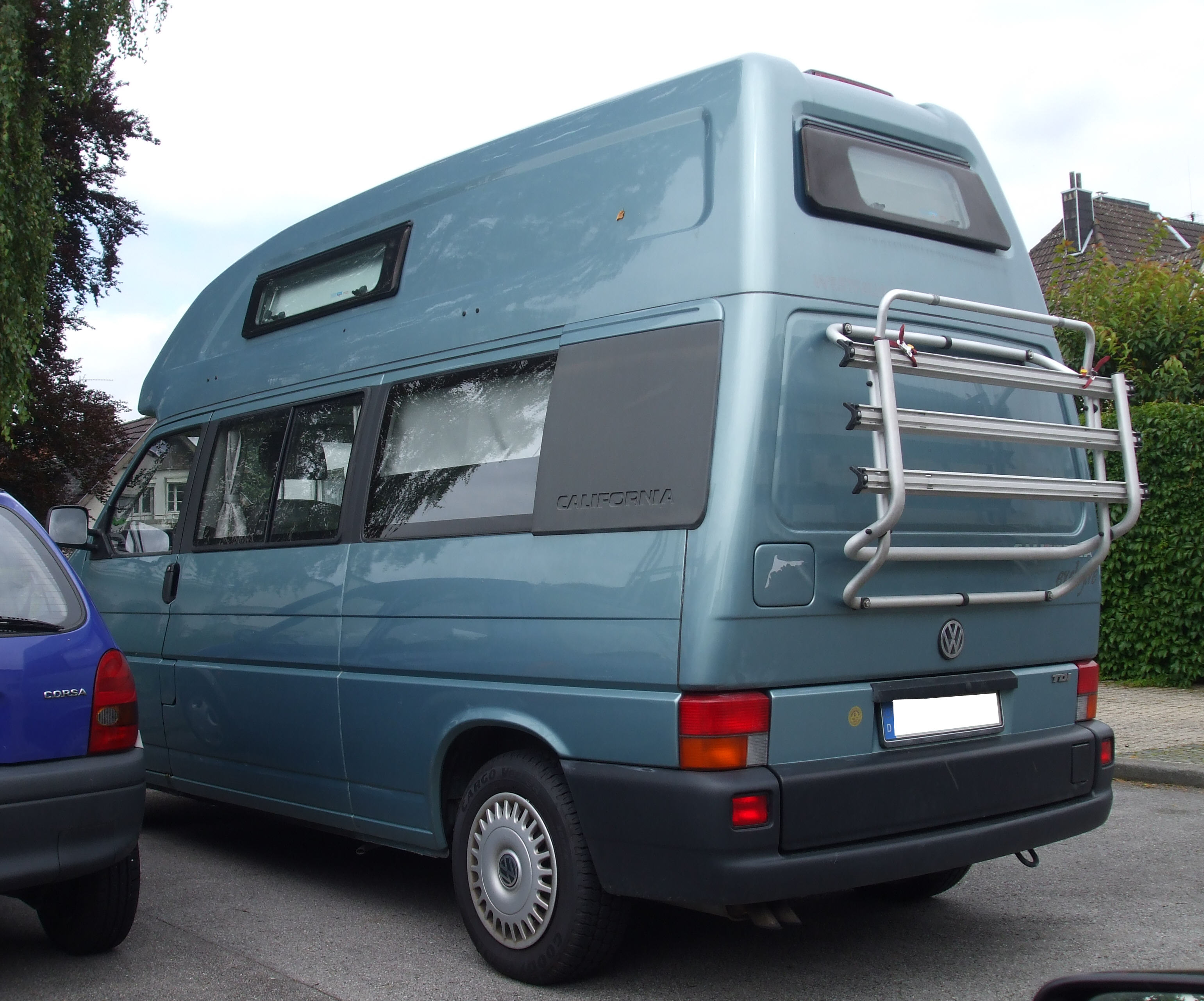
Volkswagen California II
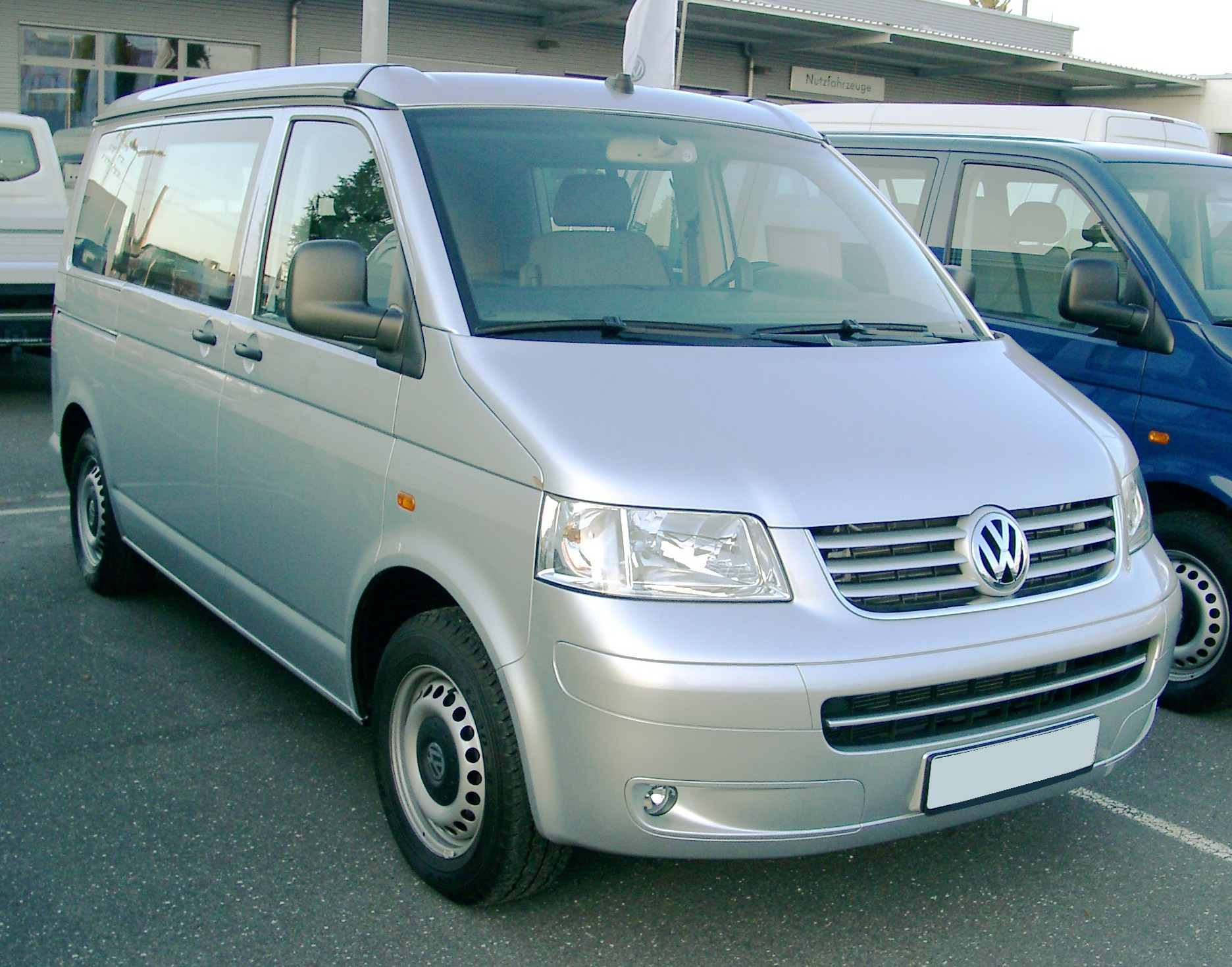
Volkswagen California III Phase I
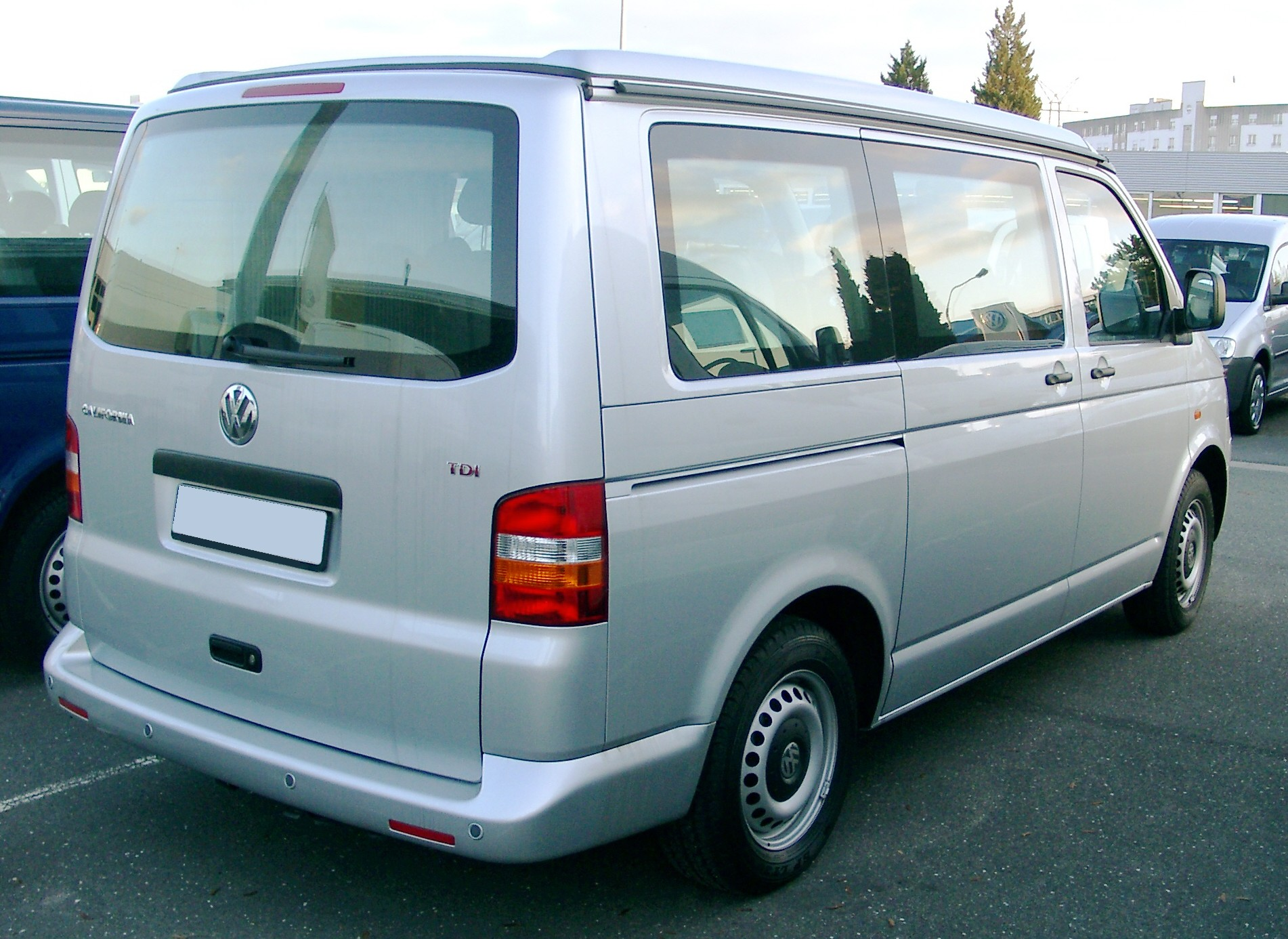
Volkswagen California III Phase I
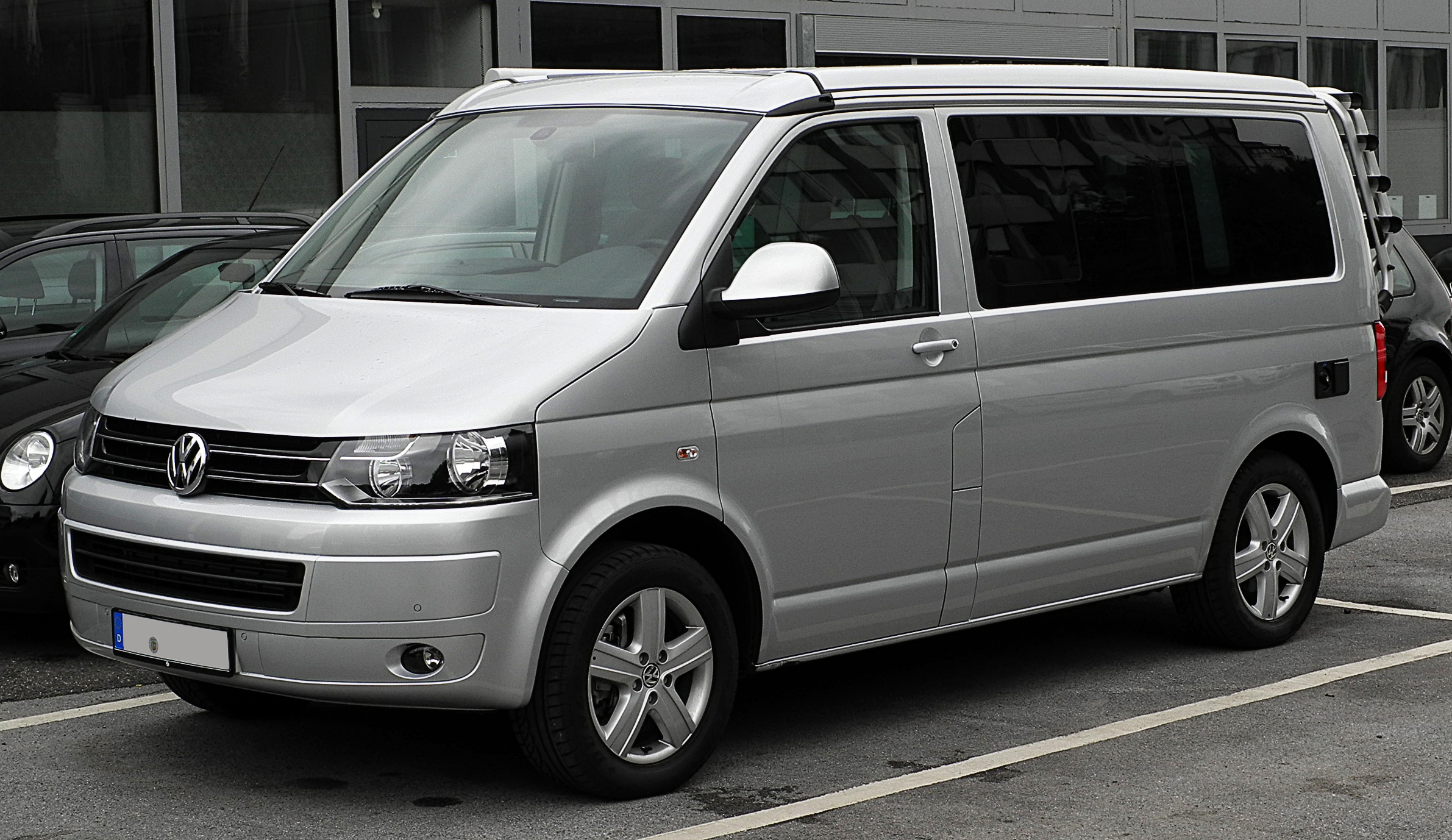
Volkswagen California III Phase II
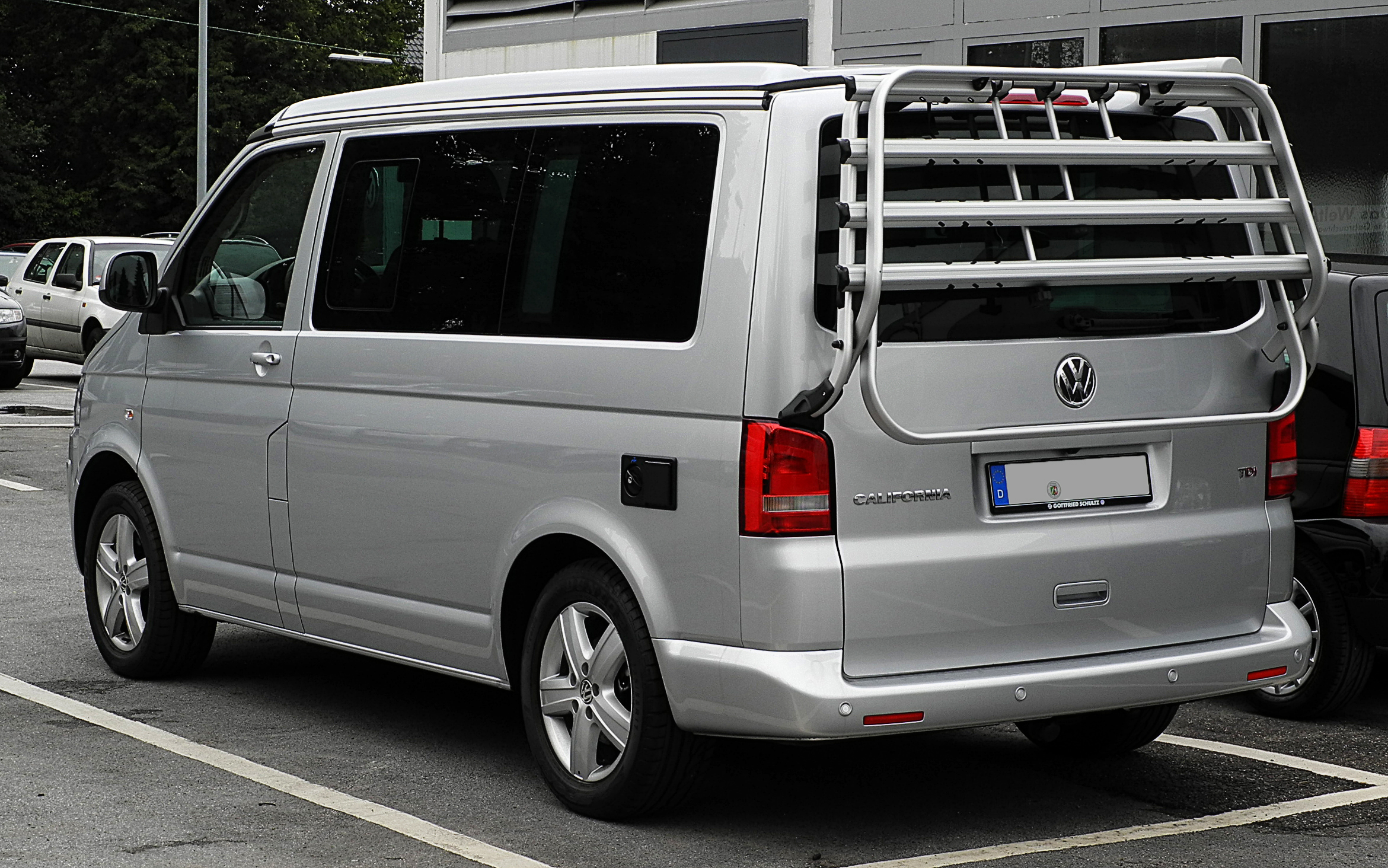
Volkswagen California III Phase II
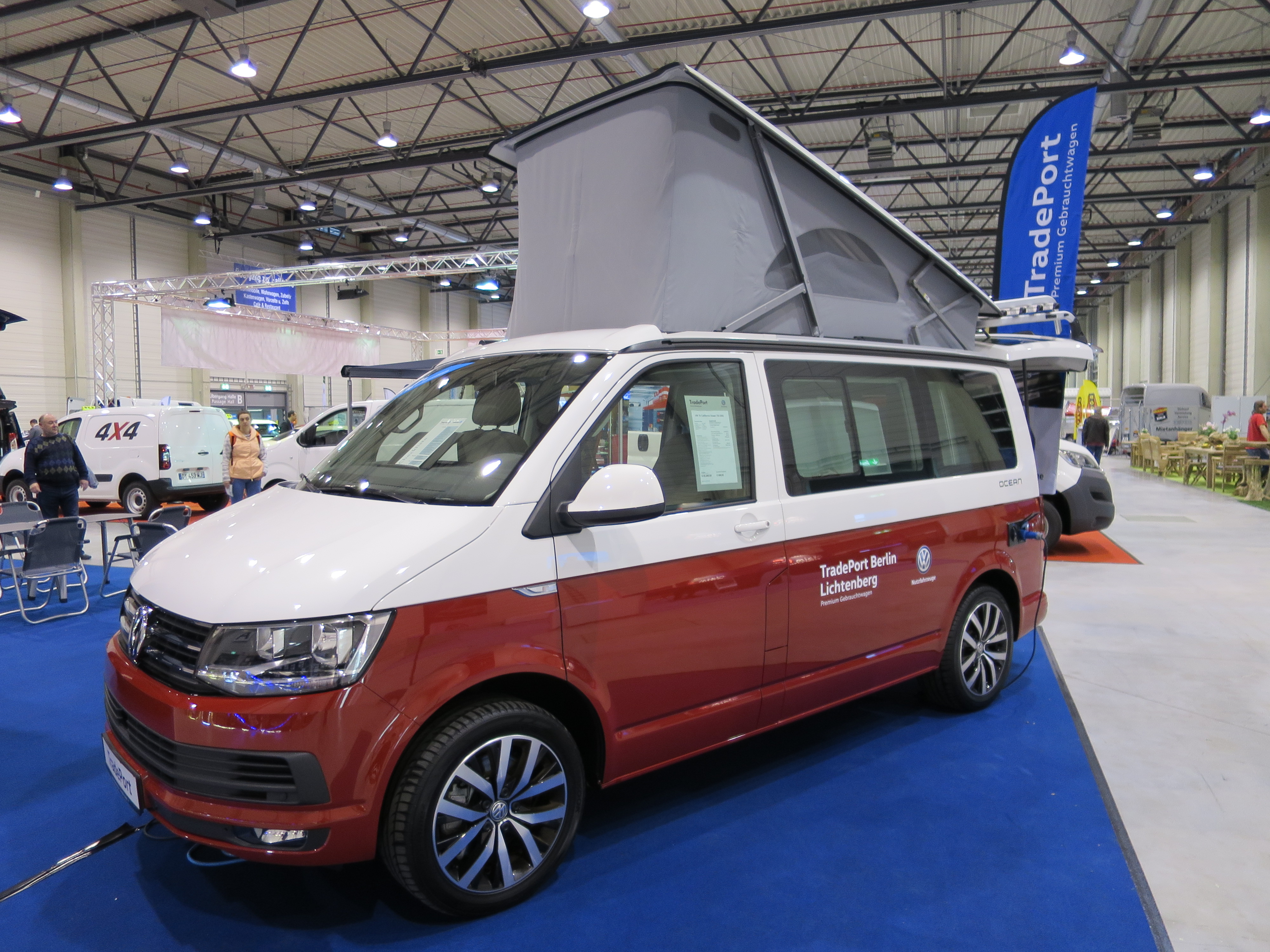
Volkswagen California IV